# C/1912 R1 (Gale)
C/1912 R1 (Gale) – kometa najprawdopodobniej jednopojawieniowa, odkryta 8 września 1912 roku przez Waltera Fredericka Gale’a w obserwatorium w Melbourne (Australia).

## Orbita komety
C/1912 R1 (Gale) porusza się po orbicie w kształcie hiperboli o mimośrodzie 1,0004. Peryhelium znalazło się w odległości 0,72 j.a. od Słońca, nachylenie jej orbity do ekliptyki wynosi 79,8˚.